# Raión de Púdozh
El raión de Púdozh (ruso: Пу́дожский райо́н; carelio: Puudožin piiri) es un distrito administrativo y municipal (raión) de la república rusa de Carelia. Se ubica en el sureste de la república, limitando con las óblasts de Arcángel y Vólogda. Su capital es Púdozh.
En 2019, el raión tenía una población de 17 512 habitantes.
Se ubica en la costa oriental del lago Onega y en su territorio se incluyen el lago Vodlozero y la parte carelia del parque nacional de Vodlozero.

## Subdivisiones
Comprende la ciudad de Púdozh y los asentamientos rurales de Avdéyevo, Krasnoborski, Krivtsy, Kúbovo, Kuganávolok, Pialma y Shalski. Estas 8 entidades locales suman un total de 73 localidades.